# 安濟聖王廟
安濟聖王廟（英語：Ang Chee Sia Ong Temple）是一间位于新加坡西海岸的道教、大乘佛教和儒教寺庙。主殿供安濟聖王。

## 庙史
1918年，王东清从潮州韩江南堤畔的青龙古庙请香火到其位于杨桃园的家中让家人与村民膜拜。
1930年代，村民为感恩而在巴西班让七英里（俗称鱼寮）兴建庙宇。
因土地被政府征用，安济圣王庙于1994年与福连宫向建屋发展局购买西海岸的地段来建庙，并于1997年落成及晋庙。

## 神明
主神：安济圣王（青龙爷）
众神：玉子太保及舍人爺、六十太岁、斗母娘娘、福德正神（大伯公）、虎爷（下坛元帅）、城隍公、大二爷伯、黑令将军

## 特色
安濟聖王廟共有超过140条大大小小的神龙雕塑。

### 龙须圣水
安濟聖王廟廟前的青龙池设有机关，善信只要跪在青龙池前，小青龙雕塑就会从其龙须喷出名为“龙须圣水”的水。多数前来神庙参拜的访客都会跪求圣水以得圣水的福泽庇佑。圣水用途广泛，除了取来饮用之外，也可以用来抹车牌、门牌、冲花凉等。

### 聚宝池
相传每年的正月初一至初八为聚宝池灵气最强的日子，每逢此时都会有信徒前来把柑桔抛入池中，以顺时针的方向围着聚宝池行走一圈，边走边捞柑。人们相信捞柑捞的最多的人可在来年得到神明最大的庇佑。

### 龙运桥
不少香客相信走龙运桥有净化磁场的作用。

## 图鉴

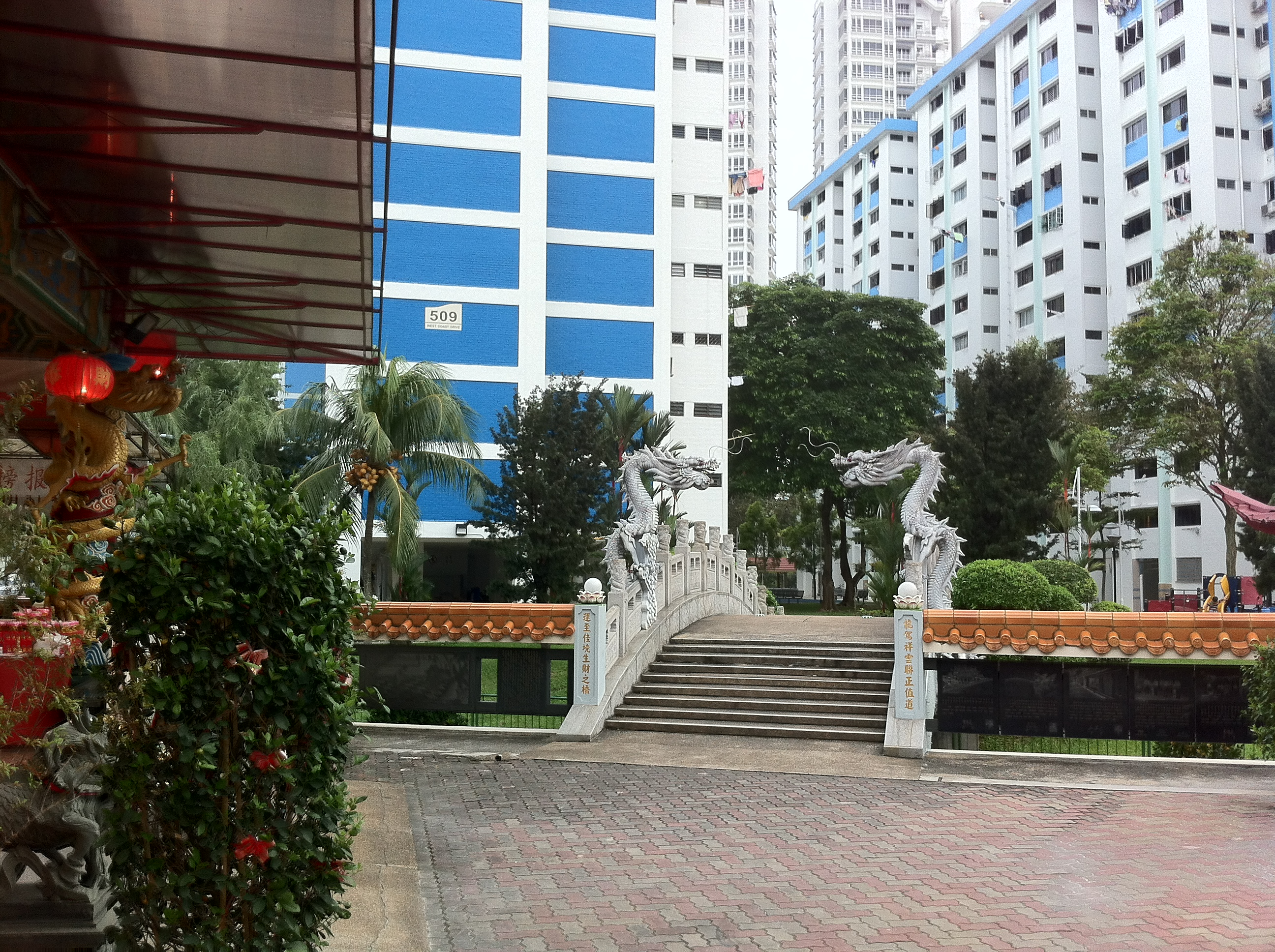
衔接庙宇和临近组屋区的龙运桥
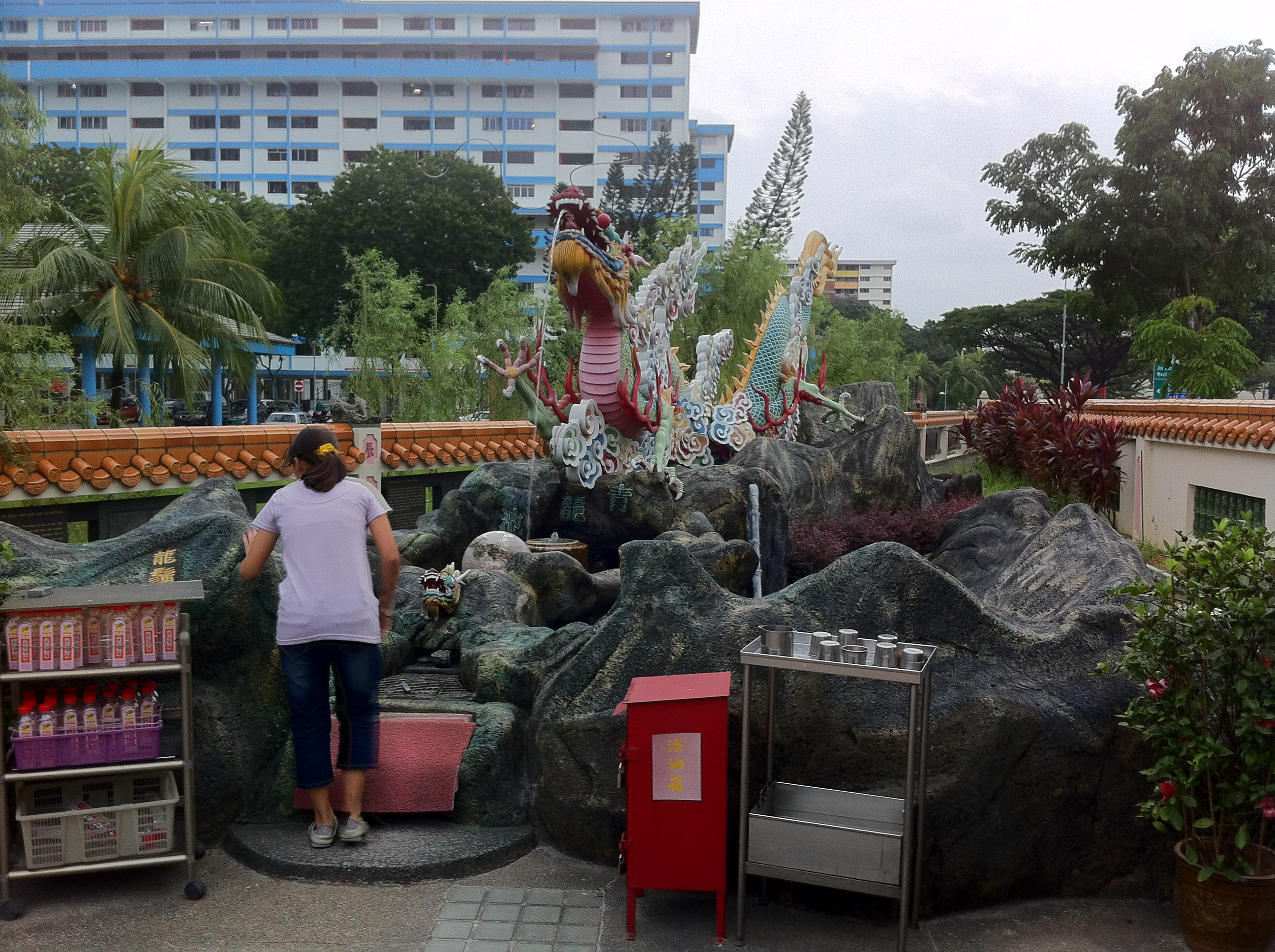
青龙池